# Menntaskólinn í Reykjavík
A Menntaskólinn í Reykjavík (MR) é um colégio de menntaskóli (equivalente ao ensino médio no Brasil) e é a escola mais antiga de Reykjavík, na Islândia. A escola tem as suas origens em 1056, quando foi fundada em Skálholt e continua a ser uma das instituições mais antigas da Islândia. Foi depois transferida para Reykjavík em 1786, mas o mau estado do estabelecimento obrigou a uma nova mudança em 1805 para Bessastaðir, perto de Reykjavík. Em 1846, foi finalmente transferido para a sua localização atual em Reykjavík. Na altura, este era o maior edifício do país e pode ser visto nas notas de 500 coroas islandesas. Foi inicialmente utilizado quando o Alþingi começou a reunir-se novamente em Reykjavík após alguns anos e foi aqui que o líder independentista Jón Sigurðsson disse aos deputados a sua famosa frase "Vér mótmælum allir".
A escola era anteriormente conhecida como "Lærði skólinn" (Escola de Ensino), "Latínuskólinn" (Escola de Latim) e com o nome latino "Reykjavicensis School". Recebeu o seu nome atual em 1937. A escola oferece quatro anos de estudos e termina normalmente com o título de "Stúdentspróf", que dá direito a um lugar numa lista de universidades do país.
O Menntaskólinn í Reykjavík oferece um ciclo de estudos de três anos. Normalmente, termina com um diploma (stúdentspróf) que dá ao estudante que termina o curso o direito de avançar para uma universidade islandesa.
Vários políticos islandeses, incluindo os antigos Primeiros-ministros Halldór Ásgrímsson, Ólafur Jóhannesson, Þorsteinn Pálsson, Hannes Hafstein e Davíð Oddsson, o antigo Presidente Ólafur Ragnar Grímsson e o atual presidente da Islândia, Guðni Jóhannesson, estudaram nesta instituição.

## Cultura e tradições
As tradições escolares incluem uma luta de salão e o canto do Brevitate Vitae. Todos os anos se realizam seis bailes, incluindo o baile de máscaras e o baile dos caloiros. Muitos clubes foram fundados em MR, incluindo: Um clube de arte (com cinco divisões para: artes visuais, música, dança, literatura e cinema), a corporação de atores Herranótt (o clube de teatro mais antigo do norte da Europa), a academia de informática e um clube de nerds (que se fundiram e ficaram conhecidos como A Academia), o clube de viajantes, o clube de desporto, o clube de equitação, o clube de ciências, o clube de romancistas, o clube de xadrez e o clube de remo (que era historicamente um clube de remo, mas que é agora uma equipa de líderes masculinos e femininos).

### A Luta de Salão
Todos os anos, no final do semestre da primavera, os estudantes da MR organizam uma luta nos corredores do edifício principal. É colocada uma campainha no rés do chão do edifício e os finalistas tentam chegar a essa campainha e tocá-la, enquanto os outros alunos tentam lutar contra eles e impedi-los de o fazer. Se os finalistas forem bem sucedidos na sua tarefa, os alunos mais novos devem assistir à aula seguinte. Durante a luta, alguns ou todos os finalistas ficam cobertos de terra. Este evento foi cancelado definitivamente depois de o Inspetor Platearum de 2008-2009 (um aluno finalista responsável por tocar os sinos da escola e que, além disso, é o líder dos finalistas na Luta de Salão) ter partido o pescoço durante a luta, o que resultou num processo de 9 milhões de ISK.

### O Dia do Caloiro
Um dia nas primeiras semanas de aulas é um dia especial para os recém-chegados (islandês: busadagur). Este dia realiza-se em todos os colégios do país e não é apenas uma tradição do Menntaskólinn í Reykjavík, embora as tradições relativas a este dia variem muito de escola para escola. O dia começa com os finalistas vestidos com mantos de toga branca e pintando a cara. Em seguida, os finalistas marcham à volta da escola e reúnem os recém-chegados no recinto escolar, onde são atirados para o ar. A tradição de atirar os recém-chegados para o ar é antiga - mas a parte de se vestirem de toga foi acrescentada pelos finalistas em 1991 (formatura em 1992). Neste dia (e nos dias seguintes), os estudantes costumam cantar a canção "Gaudeamus igitur". Na noite seguinte, realiza-se um baile de caloiros.

### A dança do violino (Fiðluballið)
O baile do violino é descrito por muitos como um baile de luxo onde é tocada música de violino ao vivo e os estudantes vestem as suas melhores roupas enquanto dançam elegantemente. A tradição foi iniciada na década de 1960 e pretendia ser uma iconoclastia à cultura hippie da época. Diz-se que o Reverendo Geir Waage foi o criador do baile. Foi realizada apenas uma vez, embora em 1992 tenha sido ressuscitada por Dagur B. Eggertsson, inspetor scholae. Atualmente, é um evento anual para os estudantes finalistas.

### Publicações
As duas associações de estudantes mantêm uma série de publicações periódicas. Entre elas contam-se:
- Skólablaðið Skinfaxi - Artigos sobre o ano transato; publicado anualmente. Contém duas publicações, Skólablaðið e Skinfaxi, respetivamente, que são publicadas conjuntamente desde 2009. Skinfaxi foi publicado pela primeira vez em 1898 e Skólablaðið em 1925.
- Loki Laufeyjarson - Uma publicação semelhante à Menntaskólatíðindi, mas publicada pela Framtíðin, a associação de estudantes.
- Menntaskólatíðindi - Um jornal sobre a vida quotidiana e os acontecimentos na escola; publicado aproximadamente uma vez por mês pela nova associação de estudantes Skólafélagið.
- De Rerum Natura - Uma revista científica publicada todos os anos pelo clube de ciências. Tem o nome de De rerum natura de Lucrécio. Foi publicada pela primeira vez em 1960, sob a presidência de Ólafur Ragnar Grímsson, que mais tarde se tornou Presidente da Islândia.
- Yggdrasill & The Novelist News - Duas revistas publicadas anualmente pelo clube de romancistas.
- Vetur - Um jornal fotográfico anual com fotografias de estudantes, da vida quotidiana e da vida social em MR.
- Businn - Um jornal mensal para caloiros, escrito por juniores para juniores.
- Idus Martii - Uma revista anual sobre história, línguas antigas e clássicos. Publicada pelos alunos do 2º ano do departamento de línguas clássicas no dia de Ides de março.
- Morkinskinna - Publicado anualmente no início do outono. Um manual com informações sobre a escola e os seus alunos e um diário de estudo. Tem o nome de Morkinskinna.

### Debate
A Framtíðin, a mais antiga associação de estudantes da Islândia, é membro da Mælsku- og rökræðukeppni framhaldsskóla á Íslandi (MorfÍs, The Icelandic Junior College Debating Society), que organiza anualmente um concurso de debate entre as escolas superiores islandesas. Desde a sua fundação em 1983, a MR ganhou a final oito vezes. Os estudantes da MR organizam regularmente competições de debate entre si. Estas competições realizam-se com muita frequência e desenvolveram-se muitas tradições em torno delas. O "Framtíðin" administra a sociedade de debate dos estudantes de MR e é também um dos clubes mais antigos da Islândia (fundado em 1883). O Sólbjartur é uma competição anual de debate em que cada turma de RM pode enviar uma ou mais equipas para debater. A equipa vencedora recebe o título de "Sólbjartur" (Literalmente: Brilho do Sol) e o melhor debatedor da equipe vencedora recebe o título de "Orator Scholae" (Latim: Porta-voz da escola). É organizado anualmente um outro concurso, denominado "Orator Minor" (em latim: o melhor porta-voz seguinte). O Orador Menor é um concurso em que as pessoas debatem temas seleccionados aleatoriamente em batalhas individuais e têm apenas dez minutos para preparar os seus discursos. No entanto, a partir de 2007, o Orador Menor passou a realizar-se mais do que uma vez por ano, chegando mesmo a realizar-se cinco vezes.

### Questionários
A MR tem sido a escola mais bem sucedida no concurso de perguntas acadêmicas Gettu betur da RÚV; foi campeã em 22 séries do programa, tendo a mais recente ocorrido em 2022. Realiza-se anualmente um concurso de perguntas e respostas, para o qual cada turma envia uma ou mais equipas para competir com outras. Este concurso chama-se "Ratatoskur", em homenagem ao famoso esquilo da mitologia nórdica.

### MR-ví
Um dia de outubro de cada ano, os alunos da MR e da sua escola rival, a Verzlunarskóli Íslands (Colégio Comercial da Islândia) ou "Verzlo", como é muitas vezes chamada, reúnem-se no parque "Hljómskálagarður", situado no centro de Reykjavík, onde se realizam vários jogos e competições. Estes incluem: corrida de velocidade, futebol, remo, xadrez gigante (mais tarde substituído por xadrez normal), gritos, cabo de guerra, competição alimentar, braço de ferro, enchimento de carros e a infame corrida mexicana. Na noite desse dia, realiza-se um concurso de debate entre as duas escolas.

## Educação
A MR é conhecida pelo seu estilo de ensino tradicional e clássico.

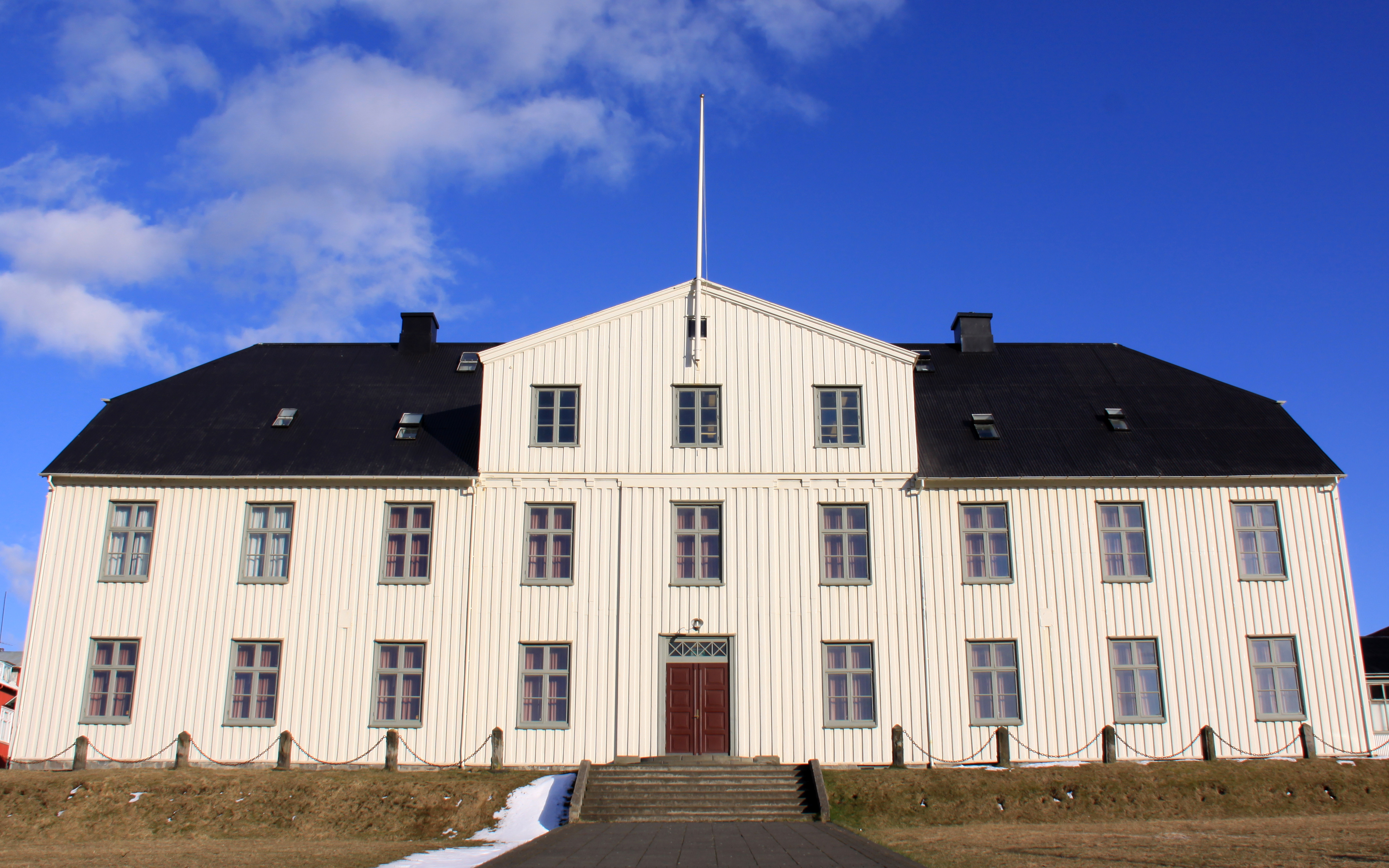
Fachada do Menntaskoli em Reikjavik

A MR oferece dois "caminhos" distintos que os alunos escolhem quando se inscrevem na escola. Trata-se de uma via de ciências naturais e de uma via linguística. O curso de ciências naturais divide-se num departamento de biologia e num departamento de física no segundo ano, enquanto o curso de línguas se divide num departamento de línguas modernas e num departamento de línguas clássicas. A MR é a única escola na Islândia que ensina obrigatoriamente latim de alguma forma e a única que ensina grego antigo.
Em anos anteriores, a escola oferecia um curso de seis anos antes de ser encurtado para quatro anos. Assim, o primeiro ano é designado por "third form", o segundo ano por "fourth form" e assim sucessivamente. No entanto, em 2016, o grau foi encurtado ainda mais para apenas três anos, com os primeiros licenciados de três anos a graduarem-se em maio de 2019, juntamente com a última ronda de licenciados do sistema de quatro anos.

## Estrutura do edifício
O número de alunos aumentou rapidamente desde a fundação da escola. Este fato levou à expansão do alojamento da escola. O edifício principal da escola continua a ser a casa da frente, Gamli Skóli (literalmente: A Escola Velha), que foi construída em 1846. Desde então, foram construídas várias casas e anexos. Estes edifícios incluem:

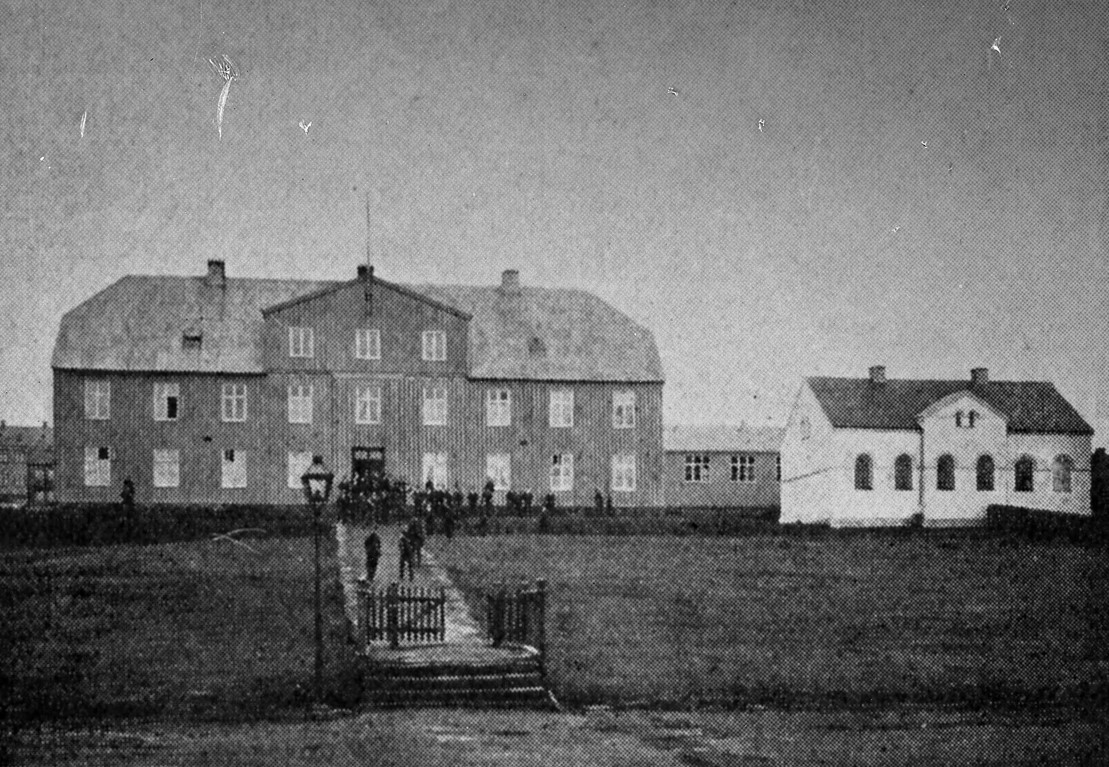
A escola pode ser vista à esquerda, a Íthaka à direita

- A escola pode ser vista à esquerda, a Íthaka à direitaÍþaka (Ítaca) é a biblioteca e sala de estudo da MR. Foi construída em 1867 como uma oferta de Charles Kelsall, um rico comerciante inglês, aos islandeses. O seu nome deriva de Ithaca, Nova York, a casa do professor Willard Fiske, que fundou um clube de leitura na escola. O rés do chão é uma sala de leitura e um arquivo histórico. O piso superior é a biblioteca mais antiga da Islândia.
- Fjósið (O estábulo) é uma pequena casa de madeira com duas salas de aula. Foi originalmente utilizada para armazenar equipamento de combate a incêndios e, mais tarde, para alojar as vacas do reitor.
- Íþróttahöllin (Palácio dos Desportos) é o pavilhão desportivo mais antigo da Islândia e, durante muito tempo, foi o maior, embora seja considerado muito pequeno e ultrapassado para os padrões atuais. De fato, é tão pequeno que as tabelas de penalidades do basquetebol se sobrepõem.
- Þrælakistan (Oficina de Suor) é um edifício muito pequeno ligado ao Palácio dos Desportos. É um pequeno ginásio e contém atualmente equipamento moderno de levantamento de pesos, mas historicamente continha equipamento antiquado.
- Casa Christi (em latim: Casa de Cristo) é um edifício antigo com várias salas de aula. É relativamente grande em comparação com outras casas da zona. Este edifício foi utilizado em tempos pelo YMCA de Reykjavík, daí o nome "Casa Christi". É considerado feio e está em mau estado, tendo sido notado pelos alunos e professores como cheirando nitidamente a cloro. O edifício deverá ser demolido num futuro próximo para a construção de um novo e melhor edifício. Surgiu um movimento no seio da escola que exige uma mudança de nome para este edifício. Uma sugestão é "Casa Sophiae", (grego: Casa da Sabedoria), que reflete a forma como a nação se está a tornar cada vez mais secular.
- Casa Nova é um edifício relativamente novo e o maior do complexo. Tem muitas salas de aula e é também o centro das reuniões sociais dos estudantes. Na cave do edifício existe uma sala de convívio e uma cafetaria. Foi originalmente construído na década de 1960, mas foi objeto de um grande restauro em 2006.
- Villa Nova (em latim: Apartamento Novo) é o barracão do jardineiro e uma arrecadação da escola. Também costumava albergar os escritórios dos corpos estudantis antes de a Amtmannsstígur 2 entrar em funcionamento.
- Elísabetarhús (Casa de Elizabeth), também conhecida como "Minni Elísabetar" (Memórias de Elizabeth), é a mais recente adição ao alojamento da escola. Tem várias salas de aula, incluindo alguns dos mais perfeitos laboratórios educativos da Islândia. Conhecida como Casa Subuculae antes da sua entrada em funcionamento total. Foi uma prenda do antigo proprietário da casa, cuja mulher, Elísabet, tinha morrido recentemente.
- Amtmannsstígur 2 é a sala dos professores. Também alberga gabinetes e serve de local de encontro para os corpos estudantis.
- Menntaskólaselið ou simplesmente selið, construída em 1938, é uma casa situada nos arredores de Reykjavík (cerca de 45 minutos), perto da cidade meridional de Hveragerði. Trata-se de uma habitação rural utilizada para viagens de estudantes e férias. Foi utilizada pela primeira vez em dez anos em 2011, depois de ter sido encerrada devido ao seu mau estado. Desde então, tem sido muito utilizada pelo coro da escola e por uma viagem de geologia para os caloiros, uma vez por ano.

## Diretores desde 1846
- 1846-1851:  Sveinbjörn Egilsson
- 1851-1867:  Bjarni Jónsson
- 1867-1872:  Jens Sigurðsson
- 1872-1895:  Jón Þorkelsson
- 1895-1904:  Björn M. Ólsen
- 1904-1913:  Steingrímur Thorsteinsson
- 1913-1928:  Geir Zoëga
- 1928-1929:  Þorleifur H. Bjarnason
- 1929-1956:  Pálmi Hannesson
- 1956-1965:  Kristinn Ármannsson
- 1965-1970:  Einar Magnússon
- 1970-1996:  Guðni Guðmundsson
- 1996-2001:  Ragnheiður Torfadóttir
- 2001-2012:  Yngvi Pétursson
- 2012-2013: Linda Rós Michaelsdóttir
- 2013-2017: Yngvi Pétursson
- 2017-2022: Elísabet Siemsen
- 2022-atual: Sólveig Guðrún Hannesdóttir